# Verdict
Pour les articles homonymes, voir Verdict (homonymie).
 (octobre 2015).
En droit, un verdict désigne la sentence prononcée au terme d'un procès criminel à chaque auteur de faits dont la culpabilité est examinée voire assortie d'une peine.

## Droit par pays

### Droit canadien
En droit pénal canadien, il existe trois principaux verdicts ː coupable, acquittement et non criminellement responsable pour troubles mentaux.
La distinction entre un plaidoyer et un verdict est que le verdict est rendu à l'issue d'un procès, tandis qu'un plaidoyer est inscrit en début d'instance. Le plaidoyer de culpabilité évite généralement la tenue d'un procès. D'autre part, un accusé ne peut pas inscrire un plaidoyer de non criminellement responsable pour troubles mentaux, mais il s'agit d'un verdict possible à l'issue d'une défense fondée sur les troubles mentaux.

### Droit français
En droit français, seules les cours d'assises prononcent des verdicts, par un jugement appelé arrêts.[réf. nécessaire] Le verdict consistera soit en un acquittement (non coupable), soit en une condamnation (coupable), le cas échéant, allégée par la reconnaissance de circonstances atténuantes.[réf. nécessaire]

## Étymologie
Verdict est dérivé du bas latin / latin medieval verdictum, var. de verum dictum, veredictum expression désignant la « procédure d'établissement d'une sentence, déclaration solennelle, verdict d'un jury ».On retrouve l'expression dans l'anglo-normand medieval  verdit (av. 1275, Lois d'Anglet) et le normand medieval  veirdit (1211, Guillaume le Clerc, Bestiaire)

## References
1. ↑  Martin Vauclair, Tristan Desjardins, Traité général de preuve et de procédure pénales, 25e éd., Cowansville, Éditions Yvon Blais, 2018.
2. ↑  Éducaloi. « Être non criminellement responsable en raison de troubles mentaux ». En ligne. Page cconsultée le 2024-11-08
3. ↑  « VERDICT : Etymologie de VERDICT », sur www.cnrtl.fr (consulté le 9 octobre 2023)